# Nomisia
Nomisia Dalmas, 1921 è un genere di ragni appartenente alla famiglia Gnaphosidae.

## Distribuzione
Le 39 specie note di questo genere sono state reperite in Europa, Asia e Africa: la specie dall'areale più vasto è la N. aussereri rinvenuta in diverse località della regione paleartica.

## Tassonomia
Non sono stati esaminati esemplari di questo genere dal 2014.
Attualmente, a ottobre 2015, si compone di 39 specie:
1. Nomisia aussereri (L. Koch, 1872) — Regione paleartica
2. Nomisia australis Dalmas, 1921 — Sudafrica
3. Nomisia castanea Dalmas, 1921 — Algeria, Tunisia, Libia
4. Nomisia celerrima (Simon, 1914) — Spagna, Francia
5. Nomisia chordivulvata (Strand, 1906) — Etiopia, Somalia
6. Nomisia conigera (Spassky, 1941) — dalla Turchia all'Asia centrale
7. Nomisia dalmasi Lessert, 1929 — Congo
8. Nomisia excerpta (O. P.-Cambridge, 1872) — isole Canarie, dal Portogallo alla Turchia, Cipro, Tunisia, Creta, Israele
9. Nomisia exornata (C. L. Koch, 1839)[2] — dall'Europa all'Asia centrale
10. Nomisia flavimana Denis, 1937 — Algeria
11. Nomisia fortis Dalmas, 1921 — Isole Canarie
12. Nomisia frenata (Purcell, 1908) — Sudafrica
13. Nomisia gomerensis Wunderlich, 2011 — isole Canarie
14. Nomisia graciliembolus Wunderlich, 2011 — isole Canarie
15. Nomisia harpax (O. P.-Cambridge, 1874) — India
16. Nomisia kabuliana Roewer, 1961 — Afghanistan
17. Nomisia levyi Chatzaki, 2010 — Grecia
18. Nomisia molendinaria (L. Koch, 1866) — Croazia, Georgia
19. Nomisia monardi Lessert, 1933 — Angola
20. Nomisia montenegrina Giltay, 1932 — Montenegro
21. Nomisia musiva (Simon, 1889) — Isole Canarie
22. Nomisia negebensis Levy, 1995 — Israele, Turchia
23. Nomisia notia Dalmas, 1921 — Sudafrica
24. Nomisia orientalis Dalmas, 1921 — Turchia
25. Nomisia palaestina (O. P.-Cambridge, 1872) — Grecia, Siria, Turchia, Israele
26. Nomisia peloponnesiaca Chatzaki, 2010 — Grecia
27. Nomisia perpusilla Dalmas, 1921 — Spagna
28. Nomisia poecilipes Caporiacco, 1939 — Etiopia
29. Nomisia punctata (Kulczyński, 1901) — Etiopia
30. Nomisia recepta (Pavesi, 1880) — Tunisia, Algeria, Italia, Malta, Francia, Corsica, Sicilia, Cipro
31. Nomisia ripariensis (O. P.-Cambridge, 1872) — Bulgaria, Grecia, dall'isola di Creta all'Azerbaigian
32. Nomisia satulla (Simon, 1909) — Etiopia
33. Nomisia scioana (Pavesi, 1883) — Etiopia
34. Nomisia simplex (Kulczynski, 1901) — Etiopia
35. Nomisia tingitana Dalmas, 1921 — Marocco
36. Nomisia transvaalica Dalmas, 1921 — Sudafrica
37. Nomisia tubula (Tucker, 1923) — Angola, Sudafrica
38. Nomisia uncinata Jézéquel, 1965 — Costa d'Avorio
39. Nomisia varia (Tucker, 1923) — Sudafrica

### Specie trasferite
- Nomisia pulchra (Nosek, 1905); trasferita al genere Berlandina Dalmas, 1922[1].
- Nomisia teideensis Wunderlich, 1992; trasferita al genere Scotognapha Dalmas, 1920

### Sinonimi
- Nomisia anatolica Seyyar, Ayyildiz & Topçu, 2009; posta in sinonimia con N. conigera (Spassky, 1941) a seguito di un lavoro dell'aracnologa Chatzaki (2010a)[1].
- Nomisia fagei Dalmas, 1921; posta in sinonimia con N. excerpta (O. Pickard-Cambridge, 1872) a seguito di uno studio degli aracnologi Barrientos & Gómez del 2014.
- Nomisia henryi Denis, 1934; posta in sinonimia con N. celerrima (Simon, 1914) a seguito di un lavoro dell'aracnologo Ledoux (2004b).
- Nomisia marginata (O. Pickard-Cambridge, 1874); posta in sinonimia con N. aussereri (L. Koch, 1872) a seguito di un lavoro dell'aracnologo Levy del 1995.
- Nomisia mauretanica Dalmas, 1921; posta in sinonimia con N. aussereri (L. Koch, 1872) a seguito di un lavoro dell'aracnologo Levy del 1995.
- Nomisia soror Dalmas, 1921; posta in sinonimia con N. palaestina (O. Pickard-Cambridge, 1872) a seguito di un lavoro dell'aracnologo Levy del 1995.
- Nomisia thressa (Pavesi, 1876); trasferita dal genere Pterotricha e posta in sinonimia con N. aussereri (L. Koch, 1872) a seguito di uno studio degli aracnologi Pérez & Zárate del 1947.
- Nomisia verneaui (Simon, 1889); posta in sinonimia con N. musiva (Simon, 1889) a seguito di un lavoro di Wunderlich del 2011, contra un analogo studio di Levy del 1995.

### Nomen nudum
- Nomisia cretaensis Wunderlich, 2011; a questa denominazione citata da Wunderlich in un suo recente lavoro del 2011 non corrisponde alcuna descrizione di esemplari. Allo stato è da ritenersi un nomen nudum[1].